# Luzia Nezzo
Luzia da Silva Nezzo (Londrina, 17 de marzo de 2004) es una jugadora brasileña de voleibol, que juega en la posición de Central. Jugando para la Selección Brasileña, medallista de oro en el Campeonato Sudamericano Sub-21 2022 en Perú y medallista de bronce en el Mundial Sub-21 2023 en México.

## Carrera
Nacida en Londrina, defendió los colores de las categorías juveniles del Clube Curitibano/Colégio Exponent, en 2018 fue invitada a un Laboratorio de Detección de Talentos, en el Centro de Desarrollo del Voleibol (CDV), en Saquarema, con miras al futuro. convocatorias en la base de la selección nacional en enero de 2019. En 2019, vinculada al Clube Curitibano/Colégio Expoente, fue convocada a la selección de Paraná para entrenar para el Campeonato Brasileño de Selecciones del Estado en la categoría Sub-16. Entonces, convocada para competir y bajo el mando de la entrenadora Kátia Erdman Bini Cordeiro, y se destacó en los campeonatos regionales de su estado, siendo elegida entre las mejores centrales de la categoría Sub-16.
En 2021, ingresó a las categorías juveniles del Club Voleibol Barueri y fue invitada a entrenar en la categoría Sub-18 de la selección brasileña, por el entrenador Hylmer Dias, apuntando al Mundial de la categoría, destacándose en tales El entrenamiento le garantizó un lugar en el Mundial Su-19 en Victoria de Durango y avanzó a cuartos de final  y finalizó en quinta posición 
En 2022, fue invitada a la selección de Paraná, apuntando al Campeonato Brasileño de Selecciones Sub-19, División Especial, en Jaraguá do Sul, Santa Catarina. y también debutaría ese año en la Superliga A de Brasil en la plantilla adulta del Barueri VC, también compitió en el Campeonato Sudamericano Sub-21 2022 en Cajamarca y ganó la medalla de oro.
En 2023 fue convocada a la selección de Brasil para disputar el Mundial U21 en las ciudades mexicanas de Aguascalientes y León y ganó la medalla de bronce y fue la mayor bloqueadora (en puntos fundamentales) de la competencia y también votada como la mejor central.